# 桜井恵麻
桜井 恵麻（さくらい えま、1982年3月27日 - ）は、関東地方を拠点に活動している日本のフリーアナウンサー。オフィスキュラス (office culus) 所属・代表。リーフラス株式会社パートナー講師。

## 来歴
東京都出身。東京アナウンスセミナー修了。
イベントMCとして活動した後、2005年からフリーアナウンサーとして活動。ジョイスタッフの所属者であったが、2010年5月に独立して個人事務所のオフィスキュラスを設立する。
テレビでは、関東地方各地のローカル情報番組を主に担当。それらを通じて地域のつながり・福祉・医療に関心を持つようになり、アナウンサーをしながら日本福祉大学の通信課程を受講。2017年に福祉経営学部 医療・福祉マネジメント学科を卒業し、社会福祉主事任用資格を取得した。

## 出演

### テレビ番組
- イッツコムインフォメーション（イッツコム）
- なるほど習志野（JCN船橋習志野） - キャスター
- デイリー大田（JCN大田） - リポーター
- 道草の達人（JCN東京西エリア） - リポーター
- 横浜ミストリー（YOUテレビ） - リポーター
- いっつ365（イッツコム） - アシスタントキャスター
- こちらワクワク情報局（厚木伊勢原ケーブルネットワーク） - キャスター
- ひるたま（テレビ埼玉） - 「JA菜発見」リポーター
- カラオケ大賞21（チバテレビ） - リポーター
- DO!WATCH!（チバテレビ） - リポーター
- 活き生きシニア（チバテレビ） - リポーター
- 四季食彩（J:COMすみだ） - リポーター
- 骨盤ビューティー（BS11デジタル） - リポーター

### ラジオ番組
- ボンバー森尾のT-1サタデー（エフエムたちかわ） - 中継リポーター、アシスタント